# Ačeh
Ačeh (oficiálně Nanggroë Aceh Darussalam) je autonomní oblastí Indonésie, ležící v severním cípu ostrova Sumatra. Na ploše 51 937 km² (lze se ale setkat s řadou jiných údajů) zde žijí více než 4 miliony obyvatel.

## Historie
Ačeh byl prvním státem v jihovýchodní Asii, který přijal islám. V 17. století dominoval Sultanát Aceh oblasti Malackého průlivu. Historie Ačehu je plná odporu proti vnější správě, ať už nizozemské, nebo indonéské.
Vzhledem ke zbytku Indonésie se jedná o nábožensky konzervativní oblast. V roce 2009 zde bylo regionálním parlamentem zavedeno právo šaría v plném rozsahu. V roce 2010 zde byl, na základě rozsudku soudu, mladému páru udělen trest několika ran holí, protože byl přistižen při objímání v lese.
Ačeh má velké zásoby nerostných surovin včetně ropy a zemního plynu. Zásoby zemního plynu v Ačehu jsou možná největší na světě.

### Zemětřesení a tsunami v roce 2004

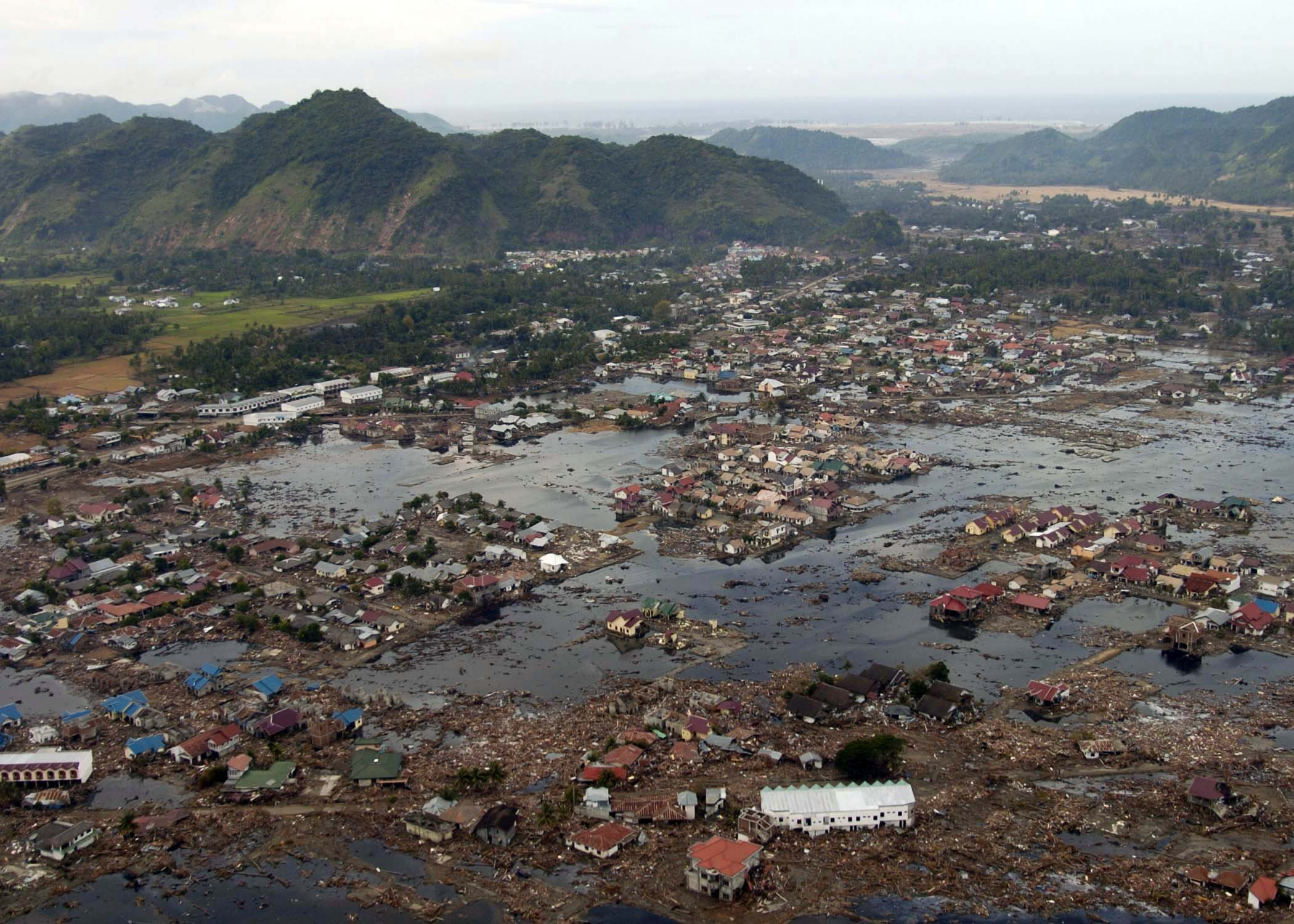
Vesnice zničená vlnou tsunami

Ačeh byl nejbližší částí pevniny od epicentra silného zemětřesení v Indickém oceánu v roce 2004. Vlny tsunami zničily většinu západního pobřeží regionu včetně části hlavního města Banda Aceh. 226 000 Indonésanů zemřelo nebo bylo nezvěstných a dalších 500 000 muselo opustit své domovy. Tato událost pomohla sjednat mír mezi indonéskou vládou a místními separatisty. Hnutí za svobodný Ačeh (Gerakan Aceh Merdeka), požadující nezávislost Ačehu, zde působilo od roku 1976. Boje proti centrální indonéské vládě si postupně vyžádaly přes 15 000 životů. Mír byl ujednán v roce 2005.
Další zemětřesení se v Ačehu událo 7. prosince 2016. Vyžádalo si 102 mrtvých.